# Grażyna Oliszewska
Grażyna Oliszewska-Baumgarten, po mężu Baumgarten (ur. 22 października 1959 w Nowej Kuźni) – polska lekkoatletka sprinterka, mistrzyni Polski i olimpijka.

## Kariera
Specjalizowała się w biegu na 400 metrów. Startowała na igrzyskach olimpijskich w 1980 w Moskwie, gdzie odpadła w półfinale na 400 m, a w sztafecie 4 × 400 metrów zajęła wraz z koleżankami (Elżbieta Katolik, Jolanta Januchta, Małgorzata Dunecka) 6. miejsce w finale.
Uczestniczyła w mistrzostwach Europy juniorów w 1977 w Doniecku, gdzie dotarła do półfinału biegu na 400 metrów, a w sztafecie 4 × 400 metrów zajęła 5. miejsce. W finale Pucharu Europy w 1979 w Turynie zajęła 6. miejsce w sztafecie 4 × 400 m, a w Pucharze Europy w 1981 w Zagrzebiu 5. miejsce w biegu na 400 m i w sztafecie 4 × 400 m. Na mistrzostwach Europy w 1982 w Atenach odpadła w eliminacjach na 400 m oraz zajęła 7. miejsce w sztafecie 4 × 400 m (w składzie: Elżbieta Kapusta, Oliszewska, Januchta, Genowefa Błaszak). 
Była dwukrotną mistrzynią Polski w biegu na 400 m w 1979 i w 1981, wicemistrzynią w 1980 i w 1982 oraz brązową medalistką w 1984. Zdobyła również halowe mistrzostwo Polski na 400 m w 1979 oraz wicemistrzostwo w 1980, 1981 i 1983.
W latach 1979–1982 startowała w jedenastu meczach reprezentacji Polski (21 startów), odnosząc 1 zwycięstwo indywidualne.
Rekordy życiowe:
- bieg na 200 metrów – 23,93 (14 sierpnia 1980, Poznań)[2]
- bieg na 400 metrów – 52,36 (27 lipca 1980, Moskwa)[2][3]

Była zawodniczką Lumelu Zielona Góra (1975) i Lubtouru Zielona Góra (1976-1984).
Ukończyła Zespół Szkól Ekonomicznych w Żarach (1978). Studiowała zaocznie na AWF w Poznaniu, ale jej nie ukończyła. Ukończyła studia na Uniwersytecie Zielonogórskim, Wydział Ekonomii i Zarządzania (2007). Jej mąż – Janusz Baumgarten był również lekkoatletą, specjalizującym się w skoku wzwyż.